# 張璘
張璘（？—880年），唐末高駢的將領。
廣明元年（880年）三月，高駢派張璘渡江南下，狙擊黃巢。張璘屢戰屢勝，黃巢損兵數萬，退保饒州（今江西波陽），王重霸、常宏等先後率部投降。後黃巢屯信州（今江西上饒），這時瘟疫流行，兵士病亡不斷。張璘乘機加緊進攻。黃巢用緩兵之計，用金帛賄賂張璘，致書高駢，悔過乞降，以此痲痺唐軍，宰相卢携遣散了诸道唐兵。黄巢刺探到唐诸道兵已经北渡淮河，立即与高骈绝交，高骈再遣張璘討伐，是年（880年）黄巢北上，五月在信州擊斃張璘。